# Obóz koncentracyjny Gonars
Obóz koncentracyjny Gonars (wł. Campo di concentramento di Gonars) – obóz koncentracyjny, utworzony podczas II wojny światowej w 1942 roku w miejscowości Gonars w północno-wschodnich Włoszech (nieopodal dzisiejszej granicy ze Słowenią), w prowincji Udine.
Obóz koncentracyjny został uruchomiony przez włoskich faszystów 23 lutego 1942 roku. W pierwszym transporcie przywieziono 5343 osoby, w tym 1643 dzieci, z okolic Lublany, a także z innych obozów (na wyspie Rab i z Monigo nieopodal Treviso). W obozie przetrzymywani byli głównie obywatele Jugosławii, przede wszystkim Słoweńcy i Chorwaci, ale także osoby innych narodowości.
Obóz zlikwidowano 8 września 1943 roku, zaraz po kapitulacji Włoch. Uczyniono wiele, by usunąć materialne dowody jego istnienia: budynki zburzono, materiały budowlane wykorzystano do budowy innych obiektów w mieście (m.in. okolicznego przedszkola), a teren obozu zamieniono na łąkę.
Jedynie w 1973 roku ustawiono na miejscowym cmentarzu pomnik zaprojektowany przez jugosłowiańskiego rzeźbiarza Miodraga Živkovicia, a szczątki 453 ofiar umieszczono w dwóch podziemnych kryptach. Szacuje się, że jeszcze około 50 innych osób zginęło w tym obozie wskutek głodu i tortur.